# Ulaszewo
Ulaszewo – wieś w Polsce położona w województwie mazowieckim, w powiecie płockim, w gminie Stara Biała. Przepływają tam rzeki: Skrwa i Wierzbica.
Wieś duchowna Uljaszewo położona była w drugiej połowie XVI wieku w powiecie płockim  województwa płockiego, własność prebendalna płockiej kapituły katedralnej w 1542 roku. W latach 1975–1998 miejscowość administracyjnie należała do województwa płockiego.